# Andrés Prieto Albert
Andrés Tomás Prieto Albert (Alicante, 17 de octubre de 1993), más conocido como Andrés Prieto, es un futbolista español que juega de portero en la S. D. Ponferradina de la Primera Federación.

## Trayectoria

### Categorías inferiores (1999-2012)
Inició sus andaduras deportivas en el Maristas C. F. en 1999. A los dos años en el club, despertó el interés del Hércules de Alicante Club de Fútbol y se unió a su disciplina. Permaneció en la misma hasta 2008, cuando se desplazó a Madrid para incorporarse a la cantera blanca en la categoría Juvenil C. No se movió del club donde poco a poco fue ganándose un sitio y donde confesó que le sorprendió ser tratado ya como un profesional. En 2011 se proclamó campeón de la División de Honor Juvenil - Grupo 5 con el Real Madrid C. F. Juvenil "A" junto a jugadores como Jesé Rodríguez o Raúl de Tomás.
Ese último año tuvo la oportunidad de debutar con el Real Madrid C, en tercera división, en un encuentro frente al Vallecas Club de Fútbol.

### Real Madrid Castilla (2012-2013)
Dio el salto directo desde el Real Madrid C. F. Juvenil "A" hasta el Real Madrid Castilla Club de Fútbol. El club militaba la Segunda División de España. Su primer partido defendiendo la meta del equipo, fue en la pretemporada, y jugó 30 minutos frente al Getafe Club de Fútbol "B" el 28 de julio de 2012 en un partido que se impusieron los blancos por 2 goles a 0.
Si bien la plantilla de esa temporada ya contaba con cuatro porteros entre sus filas. El primero Jesús Fernández que compaginaba la situación en plantilla tanto en el Real Madrid Castilla Club de Fútbol como en el primer equipo como tercer portero. A pesar de ser titular durante casi todo el principio de la temporada, José Mourinho decidió que lo mejor era que se dedicara exclusivamente al Real Madrid Club de Fútbol. Además otro portero, Fernando Pacheco tenía los minutos en el Real Madrid Club de Fútbol "C". Lo que hizo, que durante casi toda la temporada, fueran únicamente Andrés y Tomás Mejías.
Su temporada transcurrió con pocos minutos, pues a pesar de estar en total 25 veces en el banquillo únicamente pudo disputar un partido, frente al Real Club Recreativo de Huelva en el Estadio Nuevo Colombino. El suceso ocurrió el 13 de abril en un encuentro que terminó en victoria para los blancos y en el que Andrés disputó 23 minutos. El portero alicantino afirmó que “el escenario para mi debut con el Castilla fue inmejorable y ante un histórico como el Recreativo”. La temporada terminó con un castilla en octava posición y con la permanencia más que asegurada.

### Real Madrid C (2013-2014)
La temporada siguiente, se decidió que lo mejor era que se incorporara al Real Madrid Club de Fútbol "C" (en la Segunda División B de España) donde pudiera seguir formándose y tuviera más oportunidades. Disputa un puesto con Alfonso Herrero y ha defendido la portería blanca en 5 ocasiones como titular (dato actualizado hasta el 17 de abril). La temporada sigue en su curso, aunque el Real Madrid Club de Fútbol "C" ya cumplió el objetivo de la temporada: estar matemáticamente salvado (aunque esperando la salvación del Real Madrid Castilla Club de Fútbol.

### Real Club Deportivo Espanyol "B"
El 7 de agosto de 2014 se anunció su contratación por el Real Club Deportivo Espanyol "B". El jugador firmó por tres temporadas y se puso inmediatamente a disposición del club, debutando en un amistoso de pretemporada disputado el 15 de agosto contra la Unió Esportiva Castelldefels como titular.

### Málaga
Finalizó su contrato con el Espanyol y en julio de 2017 fichó por el Málaga Club de Fútbol. Hizo su debut en primera división con este equipo el 22 de octubre de 2017 en un partido de Liga contra el Fútbol Club Barcelona.
En enero de 2019 se unió al C. D. Leganés hasta final de temporada. Tras esos seis meses regresó al R. C. D. Espanyol, donde estuvo un año para posteriormente marcharse al Birmingham City F. C. En el equipo inglés estuvo hasta mediados de julio de 2021, momento en el que rescindió su contrato. Un mes después se marchó a Georgia para jugar en el F. C. Dinamo Tiflis.

### Regreso a España
Tras haber competido con el equipo georgiano en las eliminatorias previas de las competiciones europeas, el 26 de julio de 2022 regresó al fútbol español tras comprometerse con la A. D. Alcorcón. Ayudó al club a conseguir el ascenso a la Segunda División y en julio de 2023 fichó por la S. D. Ponferradina.

## Clubes
| Club                       | País       | Año       |
| -------------------------- | ---------- | --------- |
| Real Madrid Castilla C. F. | España     | 2012-2013 |
| Real Madrid C. F. "C"      | España     | 2013-2014 |
| R. C. D. Espanyol "B"      | España     | 2014-2017 |
| Málaga C. F.               | España     | 2017-2019 |
| C. D. Leganés              | España     | 2019      |
| R. C. D. Espanyol          | España     | 2019-2020 |
| Birmingham City F. C.      | Inglaterra | 2020-2021 |
| F. C. Dinamo Tiflis        | Georgia    | 2021-2022 |
| A. D. Alcorcón             | España     | 2022-2023 |
| S. D. Ponferradina         | España     | 2023-     |

## Palmarés

### Campeonatos juveniles
| Título                              | Club                          | País   | Año     |
| ----------------------------------- | ----------------------------- | ------ | ------- |
| División de Honor Juvenil - Grupo 5 | Real Madrid C. F. Juvenil "A" | España | 2010-11 |